# Middletown (New York)
Middletown is een plaats (city) in de Amerikaanse staat New York, en valt bestuurlijk gezien onder Orange County.

## Demografie
Bij de volkstelling in 2000 werd het aantal inwoners vastgesteld op 25.388.
In 2006 is het aantal inwoners door het United States Census Bureau geschat op 26.005, een stijging van 617 (2,4%).

## Geografie
Volgens het United States Census Bureau beslaat de plaats een oppervlakte van
13,3 km², geheel bestaande uit land. Middletown ligt op ongeveer 205 m boven zeeniveau.

## Plaatsen in de nabije omgeving
De onderstaande figuur toont nabijgelegen plaatsen in een straal van 12 km rond Middletown.

## Geboren in Middletown
- Spencer Tunick (1967), beeldend kunstenaar
- Aaron Tveit (1983), theater-, televisie- en filmacteur